# Eria merapiensis
Eria merapiensis är en orkidéart som beskrevs av Rudolf Schlechter. Eria merapiensis ingår i släktet Eria och familjen orkidéer. Inga underarter finns listade i Catalogue of Life.